# Crèvecœur-sur-l’Escaut
Crèvecœur-sur-l’Escaut település Franciaországban, Nord megyében. Lakosainak száma 717 fő (2022. január 1.). Crèvecœur-sur-l’Escaut Aubencheul-aux-Bois, Séranvillers-Forenville, Villers-Outréaux, Walincourt-Selvigny, Esnes, Lesdain, Malincourt, Masnières, Niergnies, Les Rues-des-Vignes és Rumilly-en-Cambrésis községekkel határos.

## Népesség
A település népességének változása:
| Lakosok száma | 673  | 718  | 786  | 744  | 750  | 751  | 741  | 729  | 717  |
|               | 2013 | 2015 | 2016 | 2017 | 2018 | 2019 | 2020 | 2021 | 2022 |